# چاتانا
چاتانا، آردوج، چتنه (نام علمی: Juniperus foetidissima)، (به انگلیسی: Foetid Juniper یا Stinking Juniper)، گونه‌ای از ارس در خانواده سرویان است که در ایران، شبه‌جزیره بالکان، آناتولی، سوریه، قبرس، ارمنستان و قفقاز می‌روید.
این درخت در ایران در اطراف گرگان (آزادشهر و شاهرود) و آذربایجان (ارسباران، وینق و وایقان) می‌روید.
تا ارتفاع ۱۰ متر یا بیشتر بلند می‌شود، پوست شاخه‌هایش تیره است. شاخه‌هایش چهارگوشه است و ضخامتی تا یک میلی‌متر دارد. برگ‌های شاخه‌ها فشرده و بسیار نوک‌تیز است و کرک‌های غده‌ای سطح پشتی دارد که اغلب نامشخص است. مخروط‌های ماده آن تقریباً کروی و با قطر ۶ تا ۹ میلی‌متر و به رنگ قهوه‌ای مات و گاهی پوشیده از لایه‌ای مومی برنگ آبی آسمانی است.